# Клара (име)
Клара (лат. Clara) је женско име латинског порекла које долази од речи clareo, бити јасан, сјати, светлети и итд. 
Код православних светаца оно није било заступљено, док се код католичких, напротив, оно среће. Најчувенија је била Клара Асишка утемељитељица фрањевачког реда Сестара клариса. 
Постало је чувено двадесетих година 20. века преко глумице Кларе Боу коју су звали „девојка у тренду“ (енгл. it girl).
Варијанте и надимци су многобројни: Клер, Клари, Кларибел, Кларибела, Кларабел, Кларабела, Кларис, Клариса, Кларинда, Кларахен, Клархен, Кларет, Кларина, Кларо, Кларита, Кларисита, Клару, Клариња, Кларита, Кла, Кака, Клакла, Кјаро, Кларио, Кјарино, Кјарело, Кјара, Кјарина, Кјарела, Кјарета, Клариче, Ћара, Кларето, Кларијана, Клариота, Кларинота, Клармонда, Клармонтина, Клармонт, Кларика, Кларица, Кларонка, Кларочка, Кларинка, Кларинонка, Клариночка, Кларуња, Кларусија, Кларунка, Кларушка, Кларција, Лара, Кларка, Кларачка, Клариска, Кларуше, Клартје, Кларке и итд.